# Juttern
Juttern är en sjö i Kinda kommun i Östergötland och Vimmerby kommun i Småland som ingår i Motala ströms huvudavrinningsområde. Sjön är 46 meter djup, har en yta på 7,42 kvadratkilometer och är belägen 103,2 meter över havet. Sjön avvattnas av vattendraget Stångån. Vid provfiske har en stor mängd fiskarter fångats, bland annat abborre, björkna, braxen och gers.
Vid Stjärnevik i Vimmerby kommun finns en kommunal EU-badplats.

## Delavrinningsområde
Juttern ingår i det delavrinningsområde (641137-149987) som SMHI kallar för Utloppet av Juttern. Medelhöjden är 128 meter över havet och ytan är 42,27 kvadratkilometer. Räknas de 41 avrinningsområdena uppströms in blir den ackumulerade arean 853,02 kvadratkilometer. Stångån som avvattnar avrinningsområdet har biflödesordning 2, vilket innebär att vattnet flödar genom totalt 2 vattendrag innan det når havet efter 170 kilometer. Avrinningsområdet består mestadels av skog (54 procent) och jordbruk (18 procent). Avrinningsområdet har 7,96 kvadratkilometer vattenytor vilket ger det en sjöprocent på 18,8 procent.

## Fisk
Vid provfiske har följande fisk fångats i sjön:
| - Abborre - Björkna - Braxen - Gärs - Gädda - Gös - Lake - Löja - Mört - Nors - Ruda | - Sarv - Sik - Siklöja - Simpor (bergsimpa/stensimpa) - Sutare - Vimma |